# مارك بيرش (عازف قيثارة)
مارك بيرش (بالإنجليزية: Mark Birch)‏ هو عازف قيثارة بريطاني، ولد في 1969 في Kidderminster ‏ في المملكة المتحدة.